# William Grant (Master of the Rolls)
William Grant, né le 13 octobre 1752 à Elchies et mort le 23 mai 1832 à Dawlish, est un avocat britannique, député de 1790 à 1812 et maître des rôles de 1801 à 1817. 

## Biographie

### Jeunesse et études
Il est né à Elchies, Morayshire, en Écosse. Son père, James Grant, est fermier, puis percepteur des douanes de l'île de Man. Après la mort de ses parents, il est élevé par son oncle Robert Grant, un marchand londonien ayant des intérêts dans le commerce des fourrures au Canada. Il étudie au King's College de l'Université d'Aberdeen, à l'Université de Leyde, puis étudie le droit à Lincoln's Inn. Il est admis au barreau en 1774.

### Passage au Canada
Il arrive à Québec en 1775 et prend part à sa défense contre les Américains. En 1776, il est nommé procureur général de la province. Cependant, Lord George Germain, secrétaire d’État des colonies américaines, choisit James Monk pour le poste. Dans l'intervalle, Grant a édicté des ordonnances établissant des tribunaux civils et pénaux au Québec. Il retourne en Grande-Bretagne en 1778. 

### Carrière juridique et politique à Londres

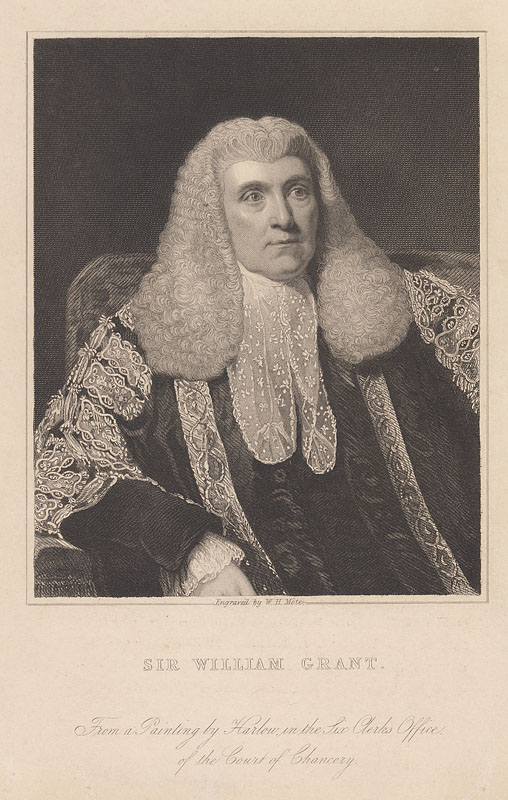
Gravure de William Grant

La carrière juridique de Grant après son retour est au début assez infructueuse et il envisage de revenir au Canada. Cependant, sur les conseils de Lord Thurlow, il se tourne avec plus de succès vers les tribunaux d’équité. Une entrevue avec William Pitt le Jeune encourage ses ambitions parlementaires et il est élu député de Shaftesbury en 1790. Grant se révèle être un puissant orateur, expliquant de manière claire le droit canadien lors des débats sur le projet de loi du gouvernement du Québec. 
Il reçoit un brevet de préséance en 1793, est fait conseiller de Lincoln' Inn, et est nommé juge gallois pour les grandes sessions de Carmarthen. Cependant, il n'est pas réélu pour Shaftesbury à l'élection partielle déclenchée par sa nomination; il n'est revenu au Parlement qu'en février 1794 pour Windsor, après une lutte acharnée. En mars, il est nommé solliciteur général de la reine Charlotte. Sa réputation d'orateur est renouvelée l'année suivante avec la défense de la loi de 1795 sur les réunions séditieuses. 
En 1796, il est réélu pour le Banffshire, qu'il continue à représenter jusqu'en 1812. En 1798, il est nommé juge en chef de Chester. L'année suivante, il est nommé solliciteur général et anobli. Grant quitte son poste avec Pitt, mais sous Addington, est nommé Maître des rôles et admis au Conseil privé le 21 mai 1801. Il continue d'appuyer Addington et le deuxième ministère de Pitt lors d'un débat à la Chambre des communes; sa défense de Melville en 1805 le met en conflit avec William Grenville (1er baron Grenville) lorsqu'il prend le pouvoir. 
Il décline une offre pour être Lord Chancelier d'Irlande en 1807 mais appuie les ministères de Portland et de Perceval. Il quitte ses fonctions en tant que maître des rôles en 1817, mais continue pendant plusieurs années pour traiter les appels du Conseil privé. Entre autres distinctions, Grant est trésorier du Lincoln's Inn en 1798, recteur de l’Université d'Aberdeen à partir de 1809, et reçoit un DCL de l’Université d'Oxford en 1820. 
Le 24 juin 1824, il est nommé à la Commission royale d'enquête sur la nature et la portée de l'instruction donnée par les différentes institutions irlandaises créées aux fins de l'éducation où il travaille avec les autres commissaires: Thomas Frankland Lewis, John Leslie Foster (en), James Glassford et Anthony Richard Blake (en) . 
Il meurt chez sa sœur à Dawlish, dans le Devon, en Angleterre, le 25 mai 1832.  